# Beatrice de Silva
Beatrice de Silva Meneses (1424 – Toledo, 9 agosto 1492) è stata una religiosa portoghese, fondatrice dell'ordine delle monache concezioniste francescane. Nel 1976 è stata proclamata santa da papa Paolo VI.

## Biografia
Nacque a Campo Maior o a Ceuta, figlia dai nobili Ruy Gomes de Silva e Isabella de Menezes: suo fratello Amadeo fu frate e riformatore francescano, fondatore degli amadeiti. Nel 1447 fu chiamata a corte, come dama di compagnia di Isabella, nipote del re Giovanni I d'Aviz: quando la principessa sposò il futuro re di Castiglia Giovanni II, seguì Isabella in Spagna.
Attorno al 1454 si ritirò, senza abbracciare la vita religiosa, nel monastero delle domenicane di Toledo: Isabella di Castiglia le cedette un nuovo edificio perché vi edificasse un nuovo convento intitolato all'Immacolata e, con la bolla Inter universa del 30 aprile 1489, papa Innocenzo VIII ne concesse l'erezione.
Beatrice morì poco tempo dopo, prima della vestizione: il suo monastero adottò in seguito la regola delle clarisse (1494) e divenne la prima casa delle concezioniste.

## Il culto
Onorata come beata sin dalla morte, il culto tributatole popolarmente venne approvato da papa Pio XI il 28 luglio 1926: Paolo VI la iscrisse nel catalogo dei santi il 3 ottobre del 1976.
Il Martirologio romano la nomina il 17 agosto.